# Knížecí Pláně
Knížecí Pláně (německy Fürstenhut) jsou bývalá obec na Šumavě, část obce Borová Lada v okrese Prachatice v Jihočeském kraji. Místo se nachází v Národním parku Šumava na holé planině v nadmořské výšce 1021 metrů těsně u hranic s Německem. V roce 2011 zde trvale nikdo nežil.

## Historie

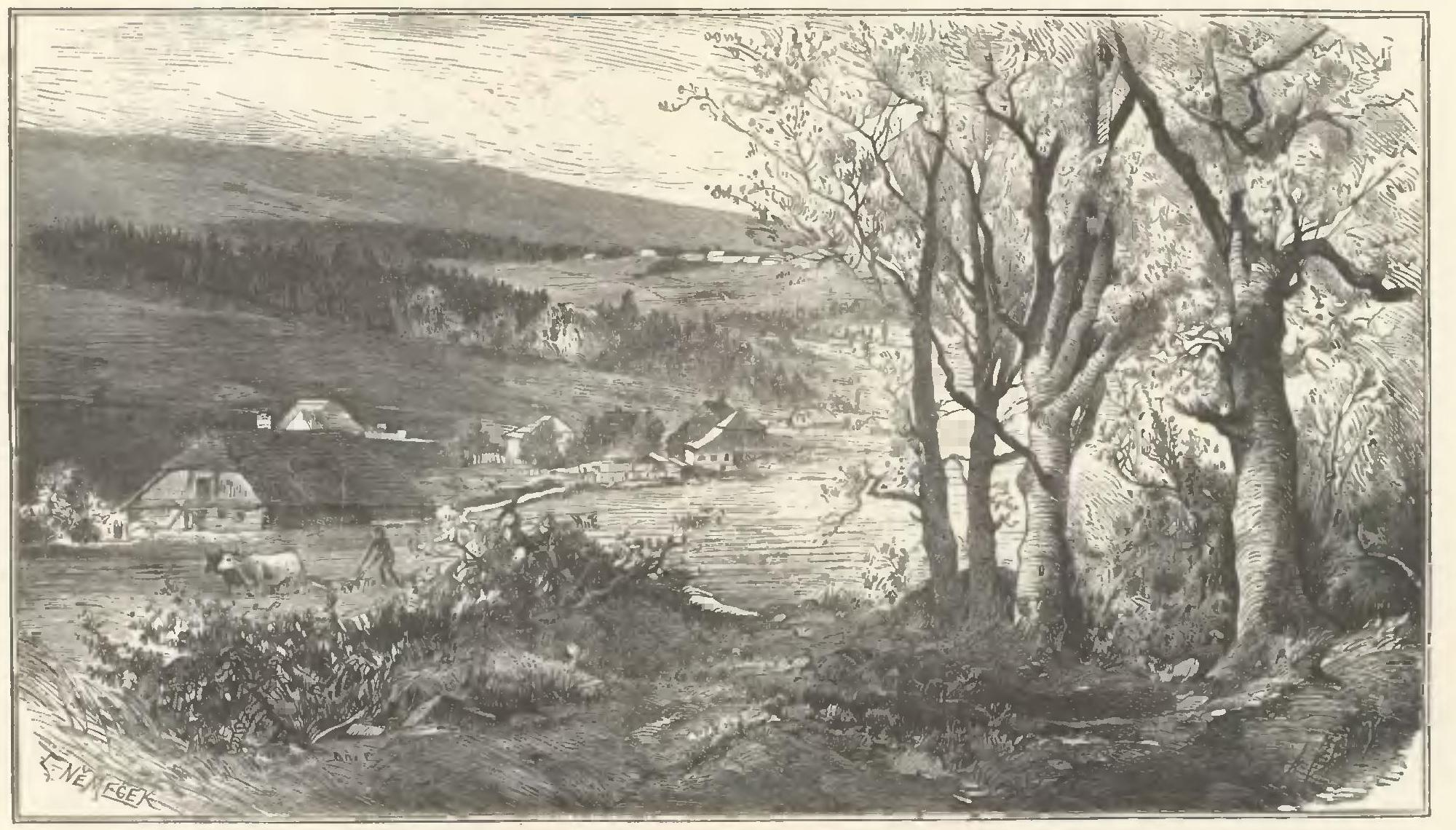
Fürstenhut podle A. Lewého (1845–1897)

Nutnost zpracovat dřevo v pohraničních lesích vedla k tomu, že byl na místě, které se tehdy nazývalo německy „Schöne Ebene“ – Pěkná vyhlídka, v roce 1792 založen dřevařský revír později nazvaný Fürstenhut, na kterém byla postavená hájovna s myslivnou. V roce 1799 zde vznikla osada a v roce 1800 dal kníže Josef II. ze Schwarzenbergu souhlas k tomu, aby si zde 48 dřevařských rodin postavilo své domky. Nová vesnice byla postavena mezi lety 1800 až 1801 a dostala německý název Fürstenhut, který později (v roce 1877) český ekvivalent v pojmenování obce Knížecí Pláně. Obyvatelé osady docházeli do Nového Světa, vzdáleného deset kilometrů, na bohoslužby a do školy, než zde byla v roce 1821 zřízena škola a o tři roky později postavena dřevěná kaple. V roce 1827 zde byla zřízena expozitura, v roce 1849 lokálie povýšená roku 1856 na samostatnou farnost.
Nejstarší písemná zpráva o počtu domů a obyvatel je z roku 1840. Tehdy zde stálo již 59 domů, ve kterých bydlelo celkem 521 osadníků. Tehdy (1840) zde také stála myslivna, lesní hájovna, mlýn, pila, škola, obecní úřad, čtyři ubytovací hostince a nacházelo se tu i stanoviště hraniční stráže. V roce 1861 byl položen základní kámen nového kamenného kostela svatého Jana Křtitele. Ten byl za účasti široké veřejnosti slavnostně vysvěcen dne 27. ledna 1864. Rok poté (1865) byla v Knížecích Pláních postavena fara. V té době (1865) zde již žilo v 60 domech na 725 osob. V pozdějších letech se počet domů sice zvyšoval, zatímco počet obyvatel mírně klesal. Část vsi včetně kostela v roce 1912 vyhořela. Nový kostel byl v pseudogotickém slohu vystavěn v roce 1915. Až do roku 1913 měli místní dřevaři poddanské postavení závislé na knížecím velkostatku. Po vzniku ČSR v roce 1918 a zestátnění schwarzenberských lesů na základě pozemkové reformy došlo k definitivnímu zrovnoprávnění obyvatelstva. Knížecí Pláně se potýkaly velmi silnou nezaměstnaností v důsledku velké hospodářské krize ve 30. letech 20. století.
Teprve v roce 1902 zde byl zřízen samostatný obecní úřad. Poštovní úřad na Knížecích Pláních byl otevřen o jedenáct let později – v roce 1913. V roce 1930 žilo v obci celkem 458 osob, přičemž převážná část obyvatelstva byla německé národnosti (jen 8 osob bylo české národnosti). Na konci 30. let 20. století zde žilo v téměř 80 domech 450 obyvatel (z toho jen 9 české národnosti). V letech 1938 až 1945 bylo území obce v důsledku uzavření Mnichovské dohody přičleněno k nacistickému Německu. Po skončení druhé světové války značná část obyvatelstva uprchla do Německa. Řádným odsunem obyvatelstva německé národnosti tak úředně prošlo jen 58 osob. Státní statistický úřad v Praze uvádí, že k 22. květnu 1947 bylo v obci Knížecí Pláně sečteno 53 přítomných obyvatel. Obec Knížecí Pláně byla 16. února 1952 úředně připojena k obci Nový Svět. Ještě v roce 1957 tady bydlelo 53 osob, ale vznik zakázaného příhraničního pásma zapříčinil definitivní zánik obce Knížecí Pláně. Kostel nechala odstřelit Československá lidová armáda v roce 1956. Současně s kostelem byl zlikvidován i přilehlý hřbitov. Do současnosti (2019) se nezachoval ani jeden z původních domů obce. Na místě, kde nyní (2019) stojí budova Knížecí Pláně – Hájenka, stávala kdysi hájovna.

## Současnost
V současné době zbyl z obce jen hřbitov, který byl v roce 1992 ze zbytků náhrobních kamenů bývalými místními německými obyvateli obnoven a oplocen. Na místě kostela byl vztyčen 13 m vysoký dřevěný kříž, který byl po vichřici v lednu 2007 nahrazen menším křížem. Nově zde byla postavena (v roce 1999, na místě bývalé hájovny) farma s chovem ovcí a skotu, v níž je restaurace a ubytování.
Kromě nepatrných pozůstatků zlikvidovaných domů je v terénu dobře patrný především systém polí, ohraničených mezními pásy z mohutných balvanů.

## Obyvatelstvo
| Rok            | 1869 | 1880 | 1890 | 1900 | 1910 | 1921 | 1930 | 1950 | 1961 | 1970 | 1980 | 1991 | 2001 | 2011 | 2021 |
| -------------- | ---- | ---- | ---- | ---- | ---- | ---- | ---- | ---- | ---- | ---- | ---- | ---- | ---- | ---- | ---- |
| Počet obyvatel | 767  | 713  | 638  | 531  | 534  | 474  | 458  | 34   | 0    | 0    | 0    | 0    | 0    | 0    | 0    |
| Počet domů     | 62   | 67   | 66   | 66   | 67   | 68   | 75   | 75   | 0    | 0    | 0    | 0    | 0    | 0    | 0    |

## Obecní správa
Při sčítání lidu v letech 1850–1899 Knížecí Pláně byly osadou městyse Strážný v okrese Prachatice. V letech 1900–1952 byly samostatnou obcí v okrese Prachatice. V následujícím období byla osada úředně zrušena a jako část obce Borová Lada byla obnovena 11. října 2005.

## Okolí a zajímavosti
- Křižovatka turistických značených tras do Bučiny, Borových Lad, Horní Vltavice a Strážného
- Výhled na Luzný, do vnitřní Šumavy a za jasného počasí i na Alpy (Dachstein)
- Nádrže na plavení dřeva: nádrž U Tokaniště, Polecká nádrž, Žďárecké jezírko
- Rašeliniště: Buková slať, Knížecí slať, Žďárecká slať
- Přes Knížecí Pláně přechází hlavní evropské rozvodí. Červený potok jižně od osady teče do Černého moře, zatímco Malá Vltava na severu teče do Severního moře.